# Stomi
Stomi er et medicinsk term for åbning. Dette kan enten være naturlig eller kirurgisk skabt. En almindelig stomi placeres på bugvæggen i en af de to muskler, der løber på hver sin side af navlen.
Det anslås, at cirka 10.000 personer i Danmark har stomi. Der er for manges vedkommende tale om en livsnødvendighed, idet de må leve med en pose på maven i tilfælde af kolostomi. I Danmark varetager Stomiforeningen COPA interesser for stomi- og reservoiropererede, samt personer med sygdomme, der kan føre til anlæggelse af stomi/reservoir.

## Stomityper
Der findes flere forskellige stomityper. De mest almindelige stomityper er:
- Kolostomi: Forbindelsen til endetarmen og sidste del af tyktarmen afbrydes, og tyktarmen føres ud gennem bugvæggen i en stomi.
- Ileostomi: Hele tyktarmen afbrydes eller fjernes. Ileostomien placeres i højre side af bugen (tyndtarmen føres ud gennem bugvæggen).
- Urostomi: Man tager et stykke af tyndtarmen, fører urinlederne (stykket mellem nyrerne og urinblæren) og syer dem fast til tarmstykket. Den anden ende af tarmstykket føres ud gennem bugvæggen som en stomi.

Desuden findes der andre stomityper, som f.eks. Malone-stomi, Neo-Malone-stomi m.v.

## Eksempler på sygdomme der kan medføre stomi
- Kræft i tyktarm/endetarm
- Colitis ulcerosa
- Morbus Crohn